# Дикулешти (Валча)
Дикулешти (рум. Diculești) насеље је у Румунији у округу Валча у општини Дикулешти. Oпштина се налази на надморској висини од 191 m.

## Становништво
Према подацима из 2002. године у насељу је живело 524 становника, од којих су сви румунске националности.